# Термесос
Термесос (гръцки Τερμησσός) е необитаван античен писидийски град, построен на височина над 1000 метра в югозападния дял на планината Солимос (днешна Гюлюк) в планинския масив Тавър (днешна провинция Анталия, Турция). Той се намира на 30 км северозападно от Анталия. Разположен е на естествена площадка под връх Гюлюк, достигащ височина от 1665 м.
Термесос е един от най-добре запазените антични градове в Турция. Градът е основан от племето на солимите, споменати от Омир в „Илиада“ във връзка с легендата за Белерофонт.
Благодарение на своите природни и исторически богатства, градът е включен в национален парк с неговото име – Национален парк Гюлюк-Термесос.

## История
Митичният основател на града е Белерофонт.
Известната история на Термесос започва с това, че Александър Македонски разумно заобикаля града през 333 г. пр. Хр. Великият пълководец го сравнява с недостъпно орлово гнездо и един малкото, които не е успял да покори. Ариан е един от древните историци, които се занимават с това събитие и свидетелстват за стратегическо значение Термесос. Авторът отбелязва, че дори малки сила могат лесно да защитават града поради непреодолимите природни препятствия, които го обграждат. Градът е разположен в планинския проход от Вакха към равнините на Памфилия описва Арриан. Александър искал да отиде във Вакха от Памфилия, и според Ариан, пътят минавал покрай Термесос. Тъй като днес има и други много по-ниски и по-леснодостъпни проходи защо Александър е решил да изкачи стръмнината все още е обект на спорове. Счита се, че е бил подведен от пергамяните и изпратен по грешен път. Александър прекарва много време и усилия, опитвайки се да преодолее прохода, затворен от термесяните и в крайна сметка го заобикаля от север и излива яростта си върху Сагаласос.
Според Страбон, жителите на Термесос наричали себе си солими. Техните имена, както и планината, в която пребивават, са наследени от Солимей, в праисторическо анатолийско божество, което в по-късни времена се идентифицира със Зевс, породило култа към Зевс Солимей (сол на турски). Това име все още съществува като собствено за някои хора в областта на Анталия, което предоставя доказателства за техния произход от солимите. Монетиге от Термесос често изобразяват този бог.
Историкът Диодор Сицилийски записва във всички детайли още един незабравим случай в историята на Термессос. В 319 пр. Хр., след смъртта на Александър един от неговите пълководци, Антигон I Монофталм, обявява себе си за сатрап на Мала Азия и възнамерява да се справи със своя съперник Алкет в Писидия. Неговата сила се изчисляват на около 40 000 копия, 7000 меча и много слонове също. Не в състояние да победи тези сили, Aлкет и неговото обкръжение търсят убежище в Термесос, където получава обещание за помощ.
Антигон пристига с войската си и си устройва лагер пред града, изисквайки предаването на своя съперник. Не желаещи градът им да бъде въвлечен в катастрофа в името на чужд македонски гражданин, старейшините на града решават да предадат Алкет на Антигон. Въпреки това младите хора от Термесос исках да спазят думата си и отказват да изпълнят заповедта. Старейшините вече се отправили при Антигон посланик, за да го информира за намерението им да се предаде изгнаника. Според тайния план младежта на Термесос опитват да го изведат тайно от града. След като научава за застрашаващия го плен и по-скоро предпочитащ смъртта пред предаване на своя враг, Aлкет се самоубива. Старейшините предават трупа му на Антигон, който го излага на всякакъв вид злоупотреби и поругаване в продължение на три дни, а след това го оставя и непогребан. Младите хора силно негодуват срещу случилото се и погребват Алкет, издигайки му и паметник.
Термесос не е пристанищен град, но притежава част от брега на югоизток от Аталийския залив. Градът е съюзник на Рим, и така в 71 г. пр. Хр. му е предоставен независим статут от римския Сенат; в съответствие с този закон неговите права и свободи са гарантирани. Тази независимост е задържана непрекъснато в продължение на дълго време, единственото изключение е съюзът с Аминт, цар на Галатия (36 – 25 пр. Хр). Тази независимост, за която свидетелстват монети от Термесос, споменаващи термина „Автономно“.
Краят на Термесос идва, когато градския акведукт е разрушен в резултат на земетресението, унищожавайки водоснабдяването на града. Градът е изоставен неразрушен (годината на това събитие не е известна), което обяснява неговата забележителна запазеност до днес.

## Исторически обект днес

### Подход
Днес са запазени главният площад, театърът, храмове и гробището.
Никакви разкопки не са провеждани в Термесос.